# Link Tour K-One
Der Link Tour K-One ist ein kleines SUV der Marke Link Tour aus den Jahren 2018 und 2019. Hersteller war Link Tour Holdings, ein Joint Venture von Great Wall Motor und dem 2009 gegründeten Hersteller Hebei Yujie Vehicle Industry (Yogomo). Link Tour plante zwei Plattformen, um in dem chinesischen A0-Segment (zwei Modelle) und dem A00-Segment (drei Modelle) mit elektrischen Reichweiten von 150 bis 400 km anzutreten. Vier der fünf Fahrzeuge sollten Batteriewechsel erlauben, ein Modell des A0-Segments hat drei tragbare Batteriepacks. Der K-One war das erste Modell zum Markteintritt.

## Beschreibung

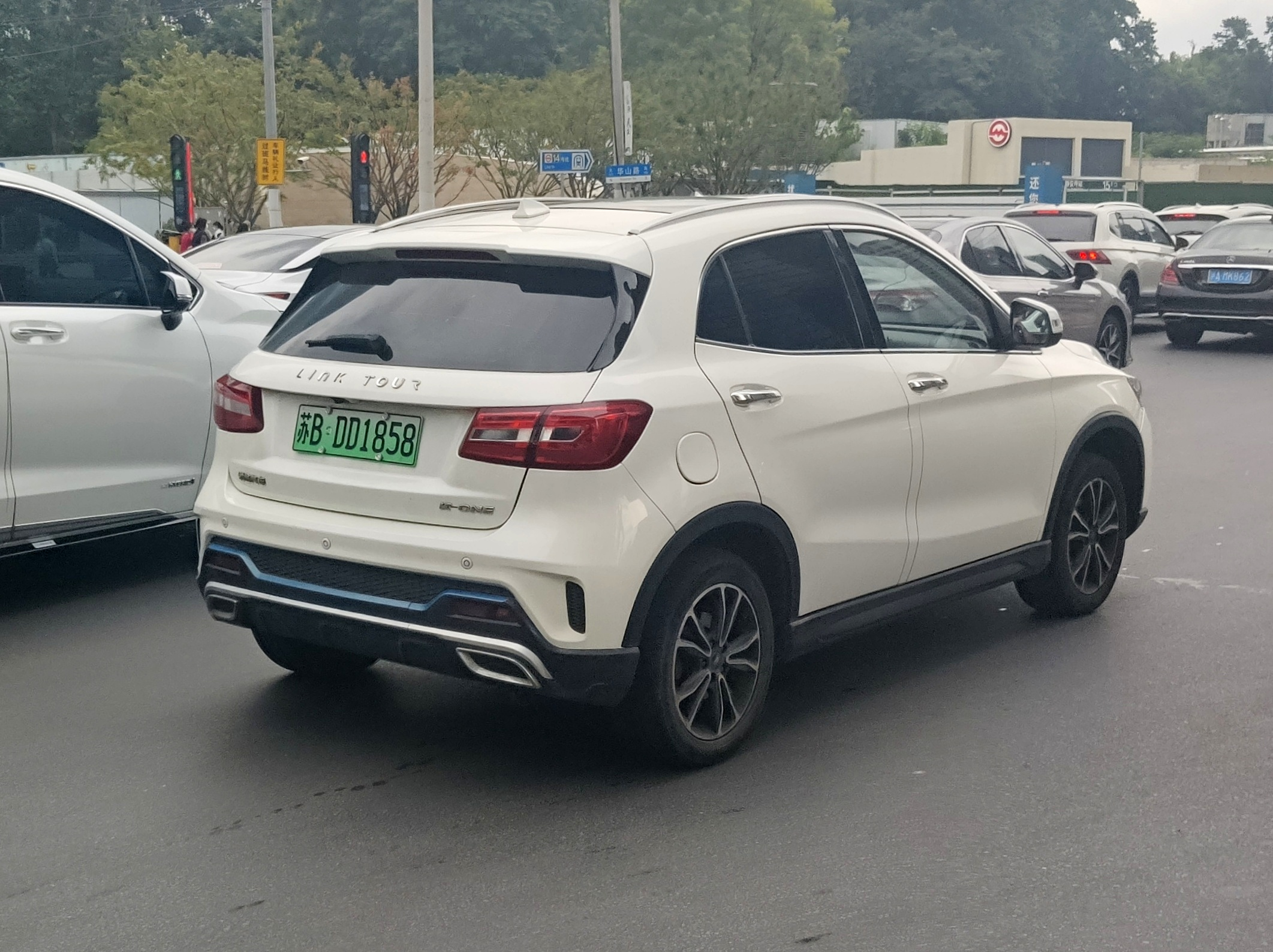
Link Tour K-One, Heck

Der Link Tour K-One bietet zwei Varianten von Elektromotor und Batteriepacks, basierend auf verschiedenen „Trim level“-Konfigurationen. Die zwei Elektromotoren haben Höchstleistungen von 45 und 96 kW sowie ein Spitzendrehmoment von 170 N·m und 230 N·m; die schwächere Version (300er-Modelle) arbeitet mit Vorderradantrieb, die 96-kW-Version mit Hinterradantrieb. Die beiden ternären Lithium-Batterien haben eine maximale Kapazität von 40,6 kWh und 46,2 kWh und erlauben gemäß dem NEFZ-Fahrzyklus Reichweiten bis zu 310 und 405 km. Das Spitzenmodell Link Tour K-One 400 EV produziert eine Leistung von 96 kW und ein Drehmoment von 230 N·m. Die Höchstgeschwindigkeit beträgt 125 km/h. Auf der Basis des NEFZ beträgt der Energieverbrauch des 2018er Link Tour Link K-One 400 EV 14,6 kWh/100 km.
Zur Ausstattung gehören unter anderem ABS, 16-Zoll-Leichtmetallräder und eine Einparkhilfe mit Rückfahrkamera.

## Bauzeitraum und Stückzahlen
Das Modell wurde im September 2018 vorgestellt und ab Dezember 2018 verkauft. Im Januar 2019 endete der Verkauf. Zu den Stückzahlen gibt es unterschiedliche Angaben: 1156, 1195 und 2018.